# Laura Kate Dale
Laura Kate Dale es una periodista de videojuegos, autora y activista británica. Es conocida por escribir sobre las comunidades transgénero y autista en relación con los videojuegos y por sus filtraciones sobre la industria de los videojuegos. Muchos de sus temas abordan la accesibilidad para jugadores discapacitados y representación LGBTQ+.

## Carrera
Dale ha trabajado en el sitio de juegos Destructoid. También fue editora de noticias del sitio de juegos Kotaku UK durante casi dos años, dejando el puesto en junio de 2019 para dedicarse a otros proyectos. Igualmente ha escrito para The Guardian.
Es conocida por sus filtraciones de videojuegos, como la existencia de Until Dawn: Rush of Blood en 2015 y PlayStation 4 Slim en 2016. También filtró detalles sobre Nintendo Switch y Mario + Rabbids Kingdom Battle.
En 2015 fue incluida en la lista 30 Under 30 de MCV. El mismo año fue finalista de los Games Media Awards 2015 Rising Star de MCV. En 2019 fue finalista de los MCV Women in Games Awards.

## Activismo
Colaboró con el ex fundador de Trans Rights Collective UK (disuelto en 2020), Felix Fern, para coorganizar una protesta de 'derechos trans' fuera de Downing Street en Londres el 6 de agosto de 2021, instando al gobierno a implementar mejores derechos e igualdad para las personas transgénero y no binarias en Reino Unido. La protesta contó con una lista de oradores, incluidos destacados activistas trans como Fox Fisher, Roz Kaveney y Dale. Además también contó con la presencia del activista británico de derechos humanos Peter Tatchell.

## Vida personal
Dale está casada con la presentadora de podcasts Jane Magnet. Juntas copresentan el podcast Queer & Pleasant Strangers. La pareja, ambas entusiastas de los trenes, se casó en agosto de 2021 a bordo de un tren Avanti West Coast después de ganar un concurso para una boda en un tren. Habían planeado la unión antes, pero retrasaron sus planes debido a la pandemia de COVID-19 y al requisito de obtener Certificados de Reconocimiento de Género para poder casarse como mujer.